# 耶佛·哥圖
耶佛·弗雷德里克·哥圖（英語：Yaphet Frederick Kotto，1937年11月15日—2021年3月15日）是一位美國演員，曾在不同電影中演出一些二線角色，已於2008年息影。最著名的近期作品有ABC電視劇Homocide: Life in the Streets。

## 生平
父親Avraham Kotto（原名Njoki Manga Bell）是一名來自喀麥隆的商人，也是猶太教教徒，1920年代移民美國。母親Gladys Marie是一名護士，具有巴拿馬和西印度群島血統。

## 有關著作
- The Royalty: A Spiritual Awakening (1997), autobiography; ISBN 0-9655950-1-3

## 外部連結
- 耶佛·哥圖在互联网电影资料库（IMDb）上的資料（英文）